# فلبورگ
شهر فلبورگ (به آلمانی: Velburg) در ایالت بایرن در کشور آلمان واقع شده‌است.